# Rexine
Rexine est la marque déposée d'un tissu de cuir artificiel (simili-cuir) produit au Royaume-Uni par Rexine Ltd à Hyde, près de Manchester, en Angleterre. Il est fait de tissu recouvert par un mélange de nitrate de cellulose, d'huile de camphre, de pigment et d'alcool, et reçoit un relief qui le fait ressembler à du cuir.
Utilisée comme matériel de reliure et d'ameublement couvrant, la Rexine bleue souple en particulier a été utilisée par les Editions Nelson pour la reliure de livres cadeaux. "La reliure 'Rexine', crée par les Editions Nelson, offre toute l'apparence du cuir maroquiné. Elle est plus résistante que le cuir, tout en étant beaucoup moins chère. Elle n'est tachée ni par l'eau, ni par les corps gras et ne se laisse pas facilement rayer. Elle se nettoie aisément avec un linge humide." (Notice de couverture, 1960).
La Rexine a également été largement utilisée pour le revêtement et le rembourrage des intérieurs des véhicules à moteur fabriqués par les constructeurs automobiles britanniques au début des années 1920, et les intérieurs de wagons, son coût étant près du quart de celui du cuir. Elle a été utilisée par la British Motor Corporation dans les années 1960 et 70, notamment comme surface de « crash rembourrage » sur les tableaux de bord et les portes. Elle a également été utilisée pour les paumes et les plantes des ours en peluche britanniques depuis la fin des années 1930 jusqu'au début des années 1960.
Le 29 avril 1942, l'auteur George Orwell écrit dans son journal de guerre, rendant compte de sa visite à la Chambre des Lords britannique : « Tout a un look un peu teigneux. Des coussins rouges en rexine sur les bancs - je pourrais jurer qu'ils étaient en peluche rouge il y a longtemps. »
L'utilisation de rexine dans un wagon de chemin de fer a contribué à la propagation rapide de l'incendie sur l'express de 15 h 48 vers West Riding venant de King's Cross le 14 juillet 1951.